# 觀音寺城
觀音寺城（かんのんじじょう）是位於滋賀縣近江八幡市安土町的一座山城，為國家指定史跡。另有和田山城、佐生城、箕作城等支城。觀音寺城是近江國守護六角氏的居城。現在正確的築城年代已經不明。在該城曾爆發過多次戰鬥。1568年，該城被廢城。是全日本本州島最中央的城，是日本100名城之一。